# نت ایست
در موسیقی ایرانی نُت ایست یا خاتمه نتی است که ملودی روی آن ختم می‌شود. نت ایست در بیشتر دستگاه‌ها و گوشه‌ها، با نت شاهدِ آن دستگاه یا گوشه یکی است، اما در برخی، این دو نت با هم تفاوت دارند.
در موسیقی عربی، نت پایه مقام‌ها عموماً نت ایست نیز هست.

## کاربرد و انواع
در موسیقی سنتی ایرانی، ملودی هر گوشه حول نت شاهد آن گوشه می‌گردد و بیشترین تمرکز روی نت شاهد قرار دارد. در اکثر مواقع، بازگشت ملودی نیزی به نت شاهد صورت می‌پذیرد. اما گاهی برای تغییر حالت موسیقی، توقف روی نتی دیگر صورت می‌گیرد که به آن نت ایست گفته می‌شود. این توقف باعث حالت فرود موقت می‌شود و می‌تواند به موسیقی حس شیوایی بدهد.
دو نوع نت ایست برای گوشه‌ها قابل تعریف است: نت ایست موقت، و نت خاتمه. نت ایست موقت تنها به صورت گذرا استفاده می‌شود و نمونه‌هایش در دستگاه نوا دیده می‌شود. نت ایست نهایی که به آن «نت خاتمه» نیز گفته می‌شود، انتهای گوشه را رقم می‌زند و نمونه‌هایش در آواز افشاری دیده می‌شود. در برخی دستگاه‌ها و آوازها (مثل ماهور)، اجرا روی همان نت پایه (که نت شاهد دستگاه نیز هست) به پایان می‌رسد، لذا نت پایه نقش نت خاتمه را هم ایفا می‌کند. نقش نت خاتمه در مواردی مثل آواز افشاری اهمیت پیدا می‌کند که توقف موسیقی روی نتی به جز نت پایه رخ می‌دهد.
برای روند حرکت یک گوشه در انتهای آن به سمت نت خاتمه، از اصطلاح «فرود» استفاده می‌شود. این اصطلاح کاربرد دیگری هم دارد و از آن برای توصیف گوشه‌هایی استفاده می‌شود که باعث بازگشت ملودی از یک گوشهٔ دستگاه به گوشهٔ درآمد دستگاه می‌شوند. چنین شکلی از فرود در برخی دستگاه‌ها نیز راست‌پنج‌گاه متداول است.